# Mindre mårfältmätare
Mindre mårfältmätare, Epirrhoe hastulata, är en fjärilsart som beskrevs av Hübner 1790. Mindre mårfältmätare ingår i släktet Epirrhoe och familjen mätare, Geometridae. Arten är reproducerande i både Sverige och Finland men enligt respektive rödlista är arten nära hotad, NT i båda länderna. Arten förekommer på Gotland, Svealand, Nedre Norrland och Övre Norrland. Arten har tidigare förekommit i Götaland och Öland men är numera lokalt utdöd. Artens livsmiljö är skogslandskap, våtmarker, jordbrukslandskap. Tre underarter finns listade i Catalogue of Life, Epirrhoe hastulata echigoensis Inoue, 1982, Epirrhoe hastulata hastulata (Hübner, 1790) och Epirrhoe hastulata reducta (Djakonov, 1929).

## Bildgalleri

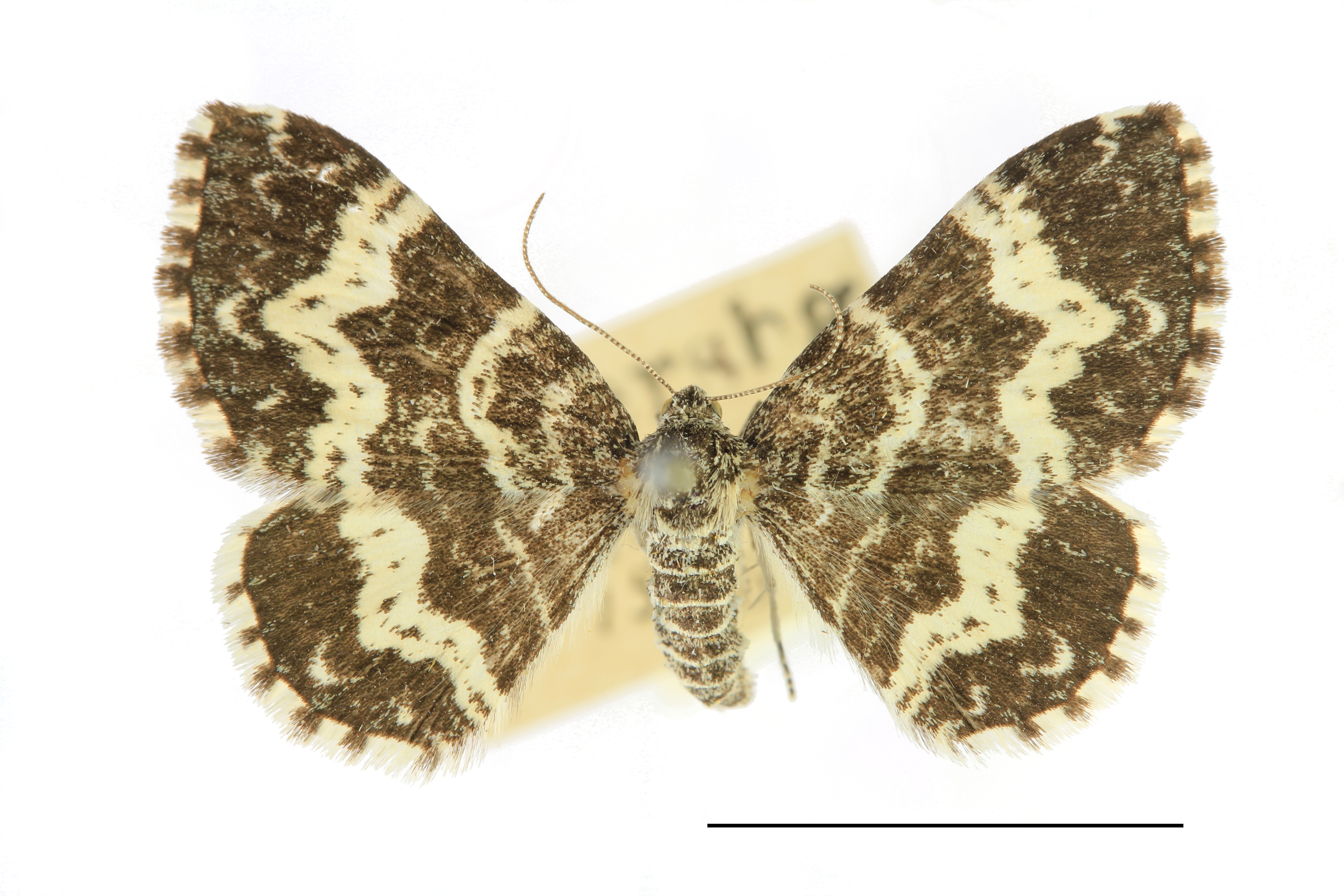